# Adão Ambrósio
Adão Ambrósio, mais conhecido como Adãozinho (Mariana, 17 de outubro de 1951 - São Paulo, 12 de junho de 2011), foi um futebolista brasileiro que atuou como atacante.

## Carreira
Jogador de habilidade considerável porém nunca conseguiu ser idolatrado no principal time de sua carreira, o Corinthians. Começou dando o passo ideal para sê-lo, estreou numa partida contra o Palmeiras em 1971 que o Corinthians venceu por 4 a 3 com a ajuda de um gol que venceu o goleiro Emerson Leão a 40 metros de distância. Sagrou-se campeão paulista em 1977 na reserva. Os problemas físicos se tornariam constantes na sua carreira e por causa destes não pôde desenvolver seu jogo. Dificultando ainda mais as coisas, Adãozinho teve uma rusga com Vicente Matheus, presidente do Corinthians à época, e ficou com o seu passe preso por um ano, sem atuar.
Décadas depois, Adãozinho se tornaria professor de uma escolinha de futebol na Zona sul de São Paulo.
Adãozinho faleceu, aos 59 anos de idade, no dia 12 de junho de 2011.

## Títulos

### Corinthians
- Campeonato Paulista: 1977

- Copa Cidade de São paulo: 1975
- Torneio Laudo Natel: 1973
- Taça Governador Do Estado SP: 1977
- Torneio do Povo: 1971

### Rio Negro
- Campeonato Amazonense: 1982